# USS Brambling (AMc-39)
USS Brambling (AMc-39) – trałowiec typu Accentor. Pełnił służbę w United States Navy w czasie II wojny światowej.
Jego stępkę położono 4 lutego 1941 w stoczni W. A. Robinson, Inc. Zwodowano go 7 sierpnia 1941. Dostarczony Marynarce 6 lipca 1941, wyposażany w Boston Navy Yard. Wszedł do służby 15 października 1941.
W czasie wojny pełnił służbę na Atlantyku w pobliżu wschodniego wybrzeża USA i na Karaibach.
Wycofany ze służby 12 lutego 1946. Skreślony z listy jednostek floty 26 lutego 1946. Sprzedany 23 października 1947.